# Simple Plan
I Simple Plan sono un gruppo musicale pop punk franco-canadese formatosi nel 1999 a Montréal.
Vendendo oltre 7 milioni di copie in tutto il mondo con i primi due album No Pads, No Helmets... Just Balls (2002) e Still Not Getting Any... (2004), la band è diventata una delle band pop punk più popolari degli anni 2000.
Nel 2008 è stato pubblicato l'omonimo Simple Plan, seguito nel 2011 da Get Your Heart On!, anch'essi di discreto successo internazionale. Nel 2016 è stato pubblicato il loro quinto album, Taking One for the Team.
Si sono esibiti ogni anno dal 1999 al 2005, nel 2011, nel 2013, nel 2015 e dal 2017 al 2019 al Vans Warped Tour.
È noto per aver suonato, cantato e composto la nuova sigla di Scooby-Doo

## Storia del gruppo

### Primi anni (1995-2001)
Il gruppo si forma ufficialmente nel 1999, ma la loro storia comincia nel 1995, quando due studenti delle superiori, Pierre Bouvier e Charles-André "Chuck" Comeau, allora sedicenni, decidono di formare una band, i Reset. A loro si aggiungono poi i compagni di scuola Adrien White e Phil Jolicoeur. Il gruppo ha l'occasione di girare il Canada, facendo da supporto ai concerti di band più famose, come gli MxPx, i Ten Foot Pole e i Face to Face, ma riesce ad ottenere solo una modesta popolarità. I Reset realizzano anche un album chiamato No Worries nel 1997, ma subito dopo la sua uscita Comeau lascia il gruppo per finire gli studi.
Due anni dopo l'uscita dai Reset, Comeau rincontra i vecchi compagni di scuola Jean-François "Jeff" Stinco e Sébastien Lefebvre e, insieme a loro, decide di dedicarsi nuovamente alla musica. Per una pura coincidenza, sul finire del 1999, Comeau incontra il vecchio amico Bouvier ad un concerto dei Sugar Ray, e gli propone di entrare a far parte del nuovo gruppo. Bouvier accetta e lascia i Reset, venendo sostituito da David Desrosiers, il quale, poco tempo dopo, si unisce anch'egli al quartetto, andando così a completare quella che è ancora oggi la formazione della band.
Alle domande riguardo al nome "Simple Plan" i membri della band hanno dato varie risposte scherzose, tra cui il fatto che formare la band era il loro “semplice piano” (simple plan, in inglese) per trovare un lavoro in un fast food. Tuttavia in un'intervista il chitarrista della band Sébastien Lefebvre ha dichiarato che, dopo aver visto il film di Sam Raimi Soldi sporchi (A Simple Plan nell'originale inglese), hanno trovato il titolo del film un buon nome per il proprio gruppo musicale.

### No Pads, No Helmets... Just Balls(2002-2003)

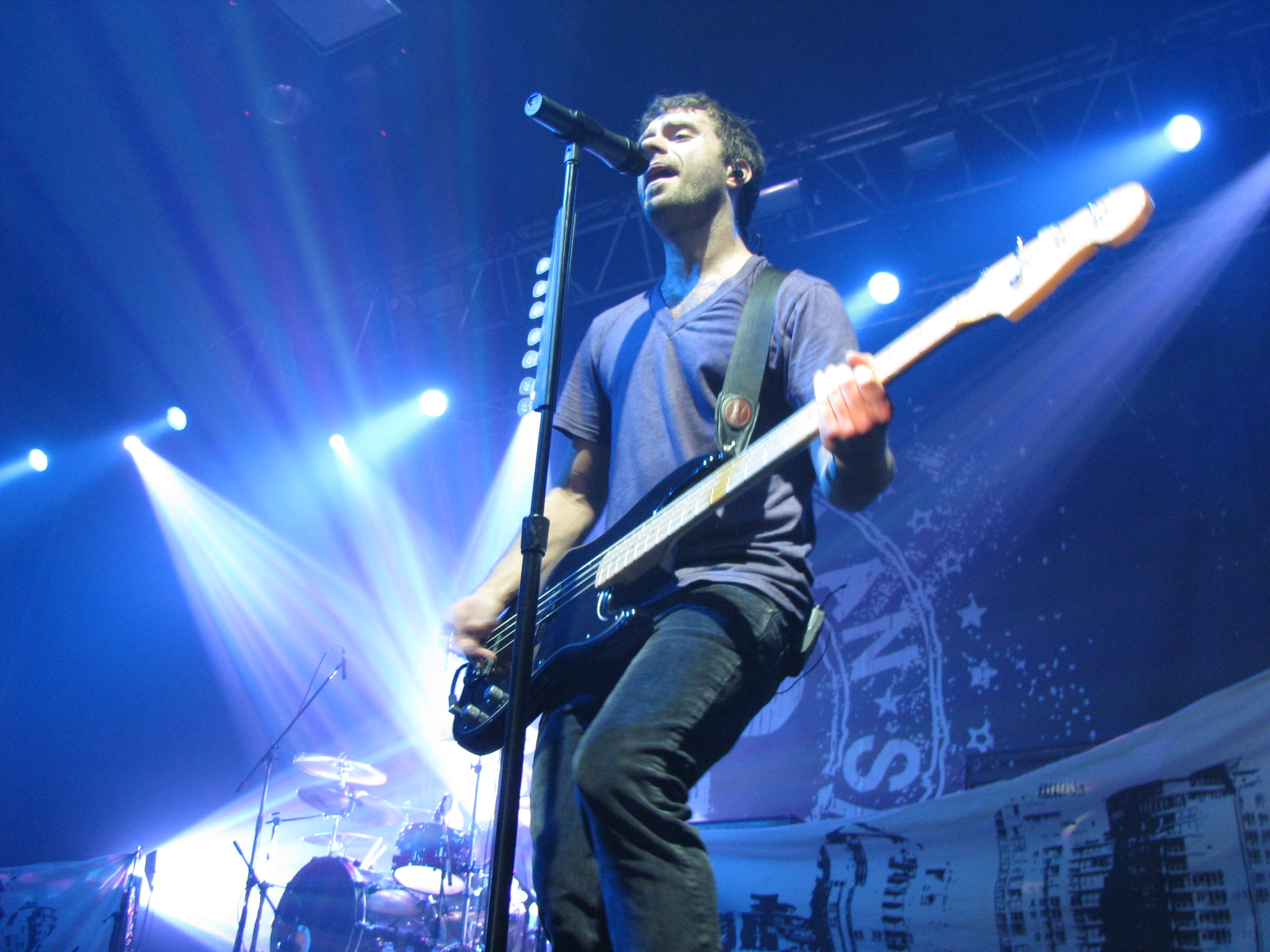
Il chitarrista Sébastien Lefebvre

Nel 2002 i Simple Plan pubblicano il loro primo album in studio, No Pads, No Helmets... Just Balls, accompagnato dai singoli I'm Just a Kid, I'd Do Anything, Addicted e Perfect. All'album hanno collaborato Mark Hoppus dei blink-182 nel brano I'd Do Anything e Joel Madden dei Good Charlotte in You Don't Mean Anything.
Il disco venne inizialmente pubblicato negli Stati Uniti con dodici tracce, chiuso da Perfect. Le versioni straniere e le edizioni speciali, invece, riportano fino a due tracce in più dell'originale. Ad esempio, l'edizione speciale statunitense contiene le tracce bonus Grow Up e My Christmas List, mentre quella uscita nel Regno Unito contiene le tracce bonus One By One e American Jesus (una cover dal vivo di una canzone dei Bad Religion) e i due video musicali di I'd Do Anything e I'm Just a Kid.
Nel 2002, anno di uscita dell'album, i Simple Plan hanno tenuto più di 300 concerti, sono arrivati primi nella Alternative New Artist Chart, e hanno tenuto un tour in Giappone registrando il tutto esaurito ad ogni data. Il loro primo album di debutto si rivela un inaspettato successo, vendendo quasi tre milioni di copie nei soli Stati Uniti, Australia, Canada e Giappone.

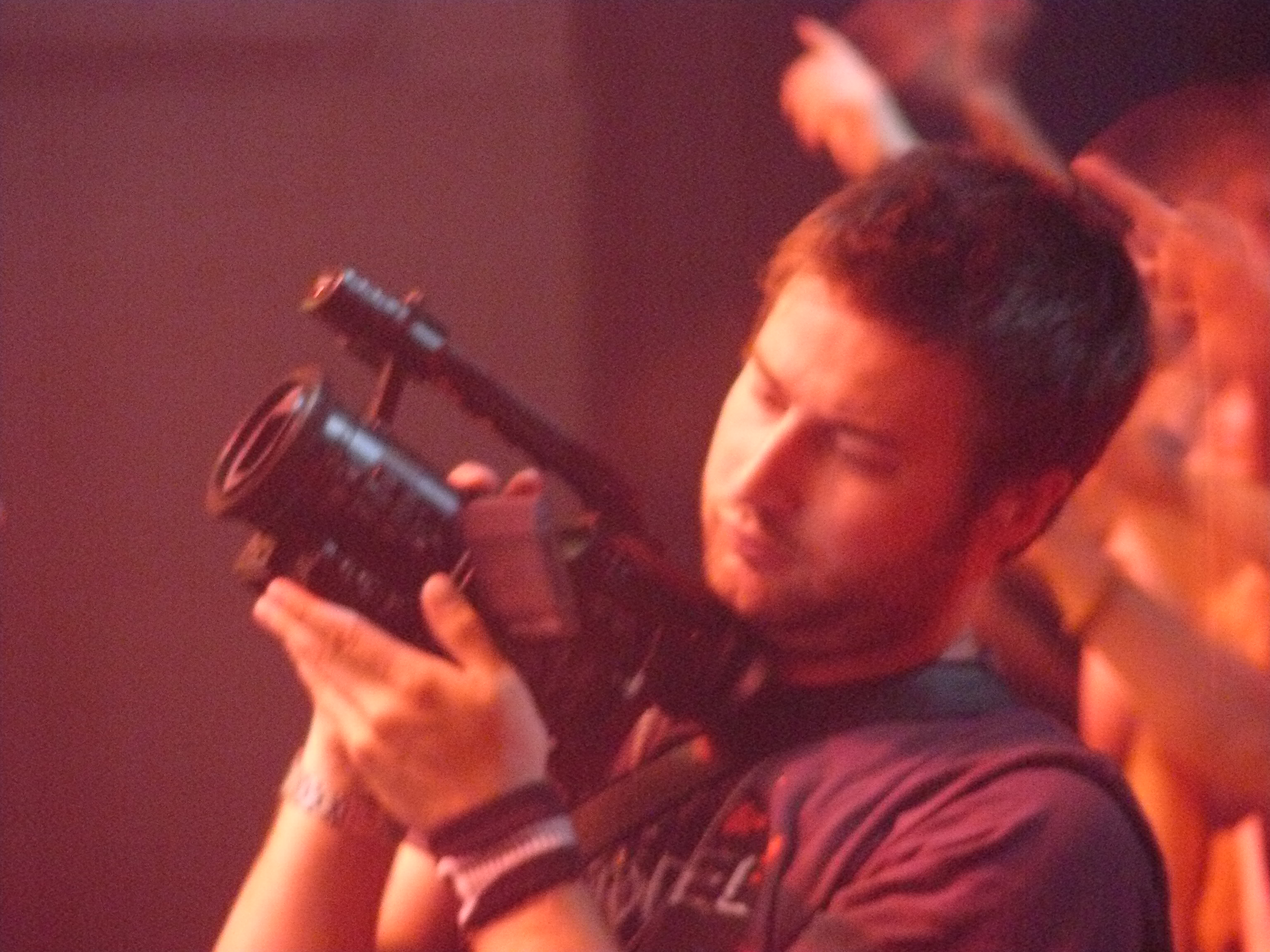
Patrick Langlois

In quell'anno inizia la collaborazione con Patrick Langlois, che diventa webmaster, grafico, fotografo, cameraman e tour manager; compare inoltre in molti dei video musicali.
Nel 2003 la band suona come headliner al Vans Warped Tour, mentre sempre nel 2003 hanno aperto i concerti di Avril Lavigne nel suo Try To Shut Me Up Tour, e per Green Day e Good Charlotte. Seguiranno nel 2004 e nel 2005 altre brevi apparizioni al Warped tour.

### Still Not Getting Any...(2004-2006)

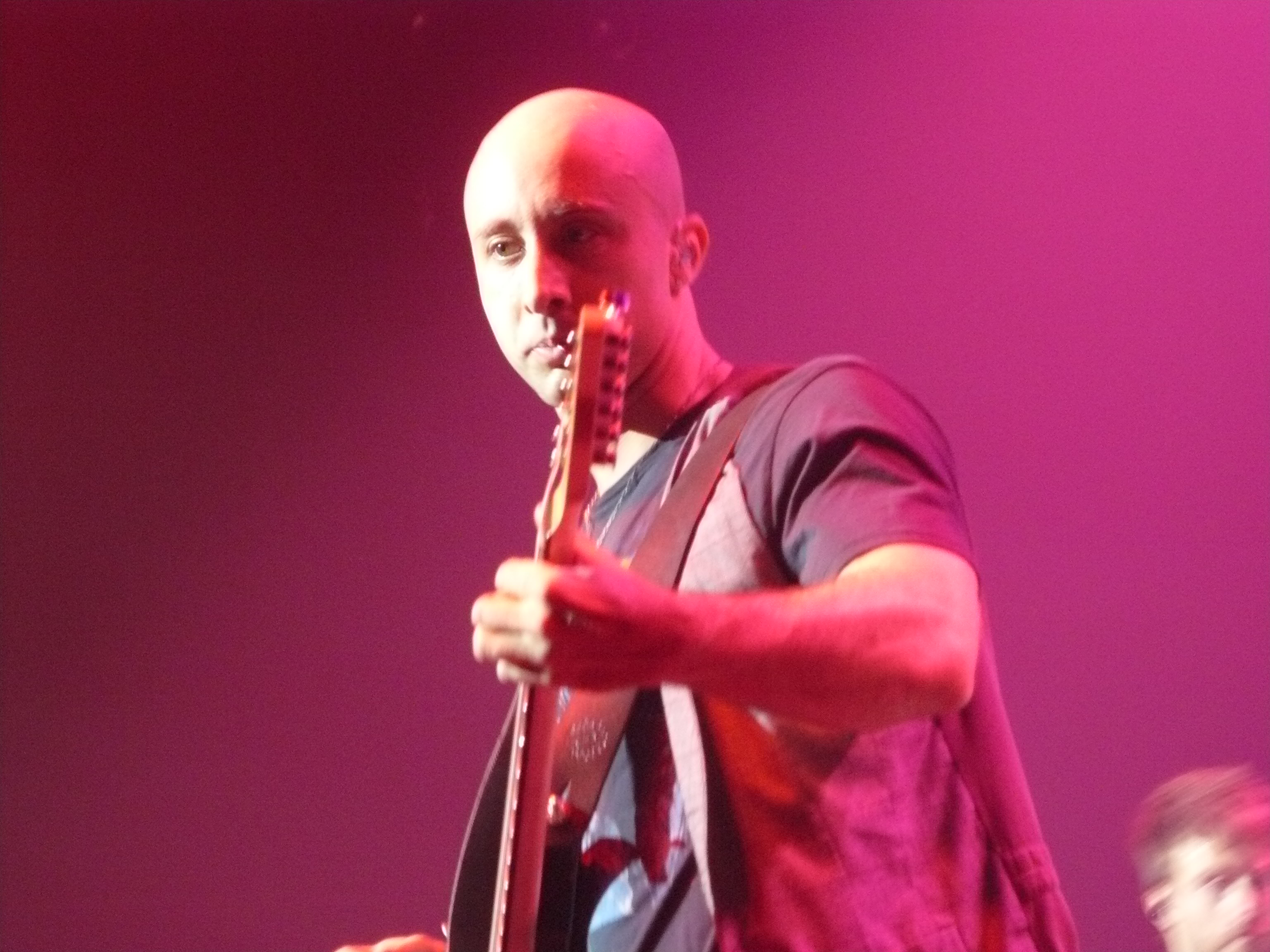
Il chitarrista Jeff Stinco

Nel 2004 i Simple Plan rilasciano il loro secondo album, Still Not Getting Any..., accompagnato dai singoli Welcome to My Life, Shut Up!, Untitled (How Could This Happen to Me?) e Crazy. Questi nuovi brani contribuiscono a una crescita esponenziale della fama della band a livello internazionale, primo fra tutti Welcome to My Life, che viene certificato disco d'oro negli Stati Uniti e platino in Australia e raggiunge la prima posizione nella classifica dei singoli più venduti in Canada.
Nel DVD bonus di Still Not Getting Any... viene dichiarato che la scelta del nome dell'album è stata difficile, e che tra le alternative c'erano Get Rich or Die Trying (in italiano "diventa ricco o muori nel tentativo") e Danger Zone ("zona pericolosa"). Ci sono molte ipotesi sulla natura del titolo, date proprio dai membri della band, poiché qualsiasi cosa potrebbe essere messa dopo i puntini. Comeau ha infatti descritto il titolo come "versatile".
Nel 2005 i Simple Plan pubblicano l'album live MTV Hard Rock Live, contenente versioni live di brani tratti dai primi due album in studio.

### Simple Plan(2007-2008)

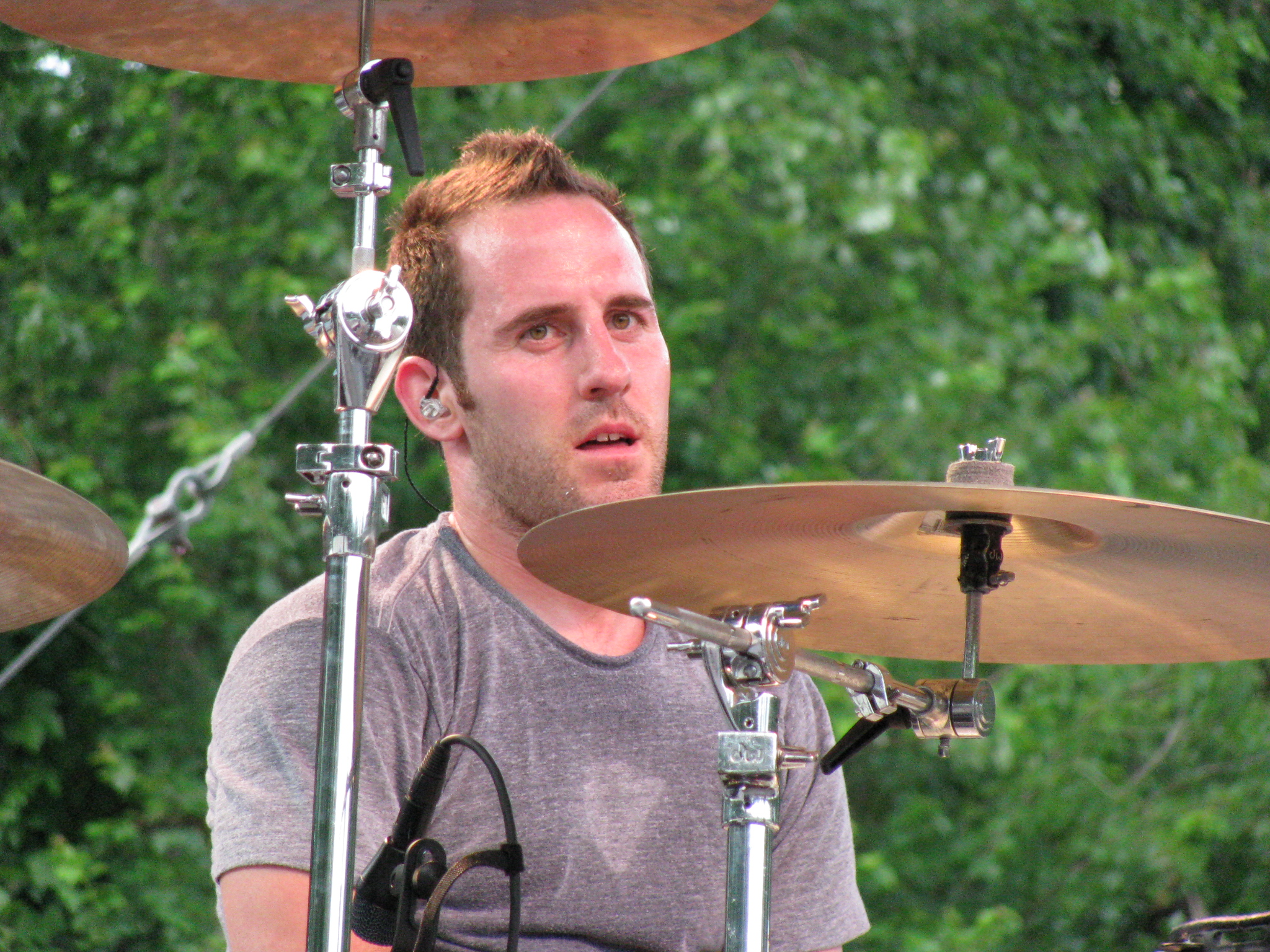
Il batterista Chuck Comeau

Dopo quasi un anno e mezzo di tour in supporto a Still Not Getting Any... e un breve periodo di pausa, la band inizia i lavori per il terzo album, registrato tra il 29 giugno e il 21 ottobre 2007 a Montréal e mixato a Miami e Los Angeles. Il 29 novembre 2007 la band annuncia che l'uscita dell'album è stata posticipata dal 29 gennaio al 12 febbraio 2008. La versione giapponese, con due tracce bonus, è uscita invece il 6 febbraio.
When I'm Gone, il primo singolo estratto da Simple Plan, viene pubblicato il 29 ottobre. Simple Plan è stato prodotto da Dave Fortman (Evanescence, Mudvayne), Danja (Timbaland, Justin Timberlake) e Max Martin (Kelly Clarkson, Avril Lavigne). Il 17 febbraio 2008 i Simple Plan raggiungono il loro risultato più alto nella classifica inglese dei singoli, con When I'm Gone piazzata al numero 26. Accompagnato dal secondo fortunato singolo dall'album Your Love Is a Lie, l'album consacra la fama della band a livello internazionale, rendendoli noti anche in Sud America, dove fino ad allora non erano conosciuti.
Il tour in supporto al loro terzo album porta i canadesi in Italia il 7 aprile 2008 al Rolling Stone di Milano, dove registrano il tutto esaurito. Per questo motivo i Simple Plan suonano in una nuova data a Milano, il 13 novembre, questa volta all'Alcatraz.
L'8 maggio 2008 un giornale di Québec annuncia che Stinco lascia temporaneamente la band per alcuni giorni per la nascita del suo secondo figlio. Il chitarrista non partecipa quindi al concerto del Download Festival il 13 giugno, ma torna per i MuchMusic Video Awards a Toronto il 15 giugno. Non suona ai concerti di Altamont (New York) del 21 giugno e di Six Flags (New England) del 22 giugno, venendo sostituito dal chitarrista di Québec Jean-Sébastien Chouinard. Il rientro ufficiale è stato il 28 giugno a Charlotte, Carolina del Nord. A fine dicembre la band si priva invece per due date del bassista David Desrosiers, che viene sostituito dallo stesso Lefebvre, sostituito a sua volta da Bouvier alla chitarra.

### Get Your Heart On!eThe Second Coming!(2009-2013)

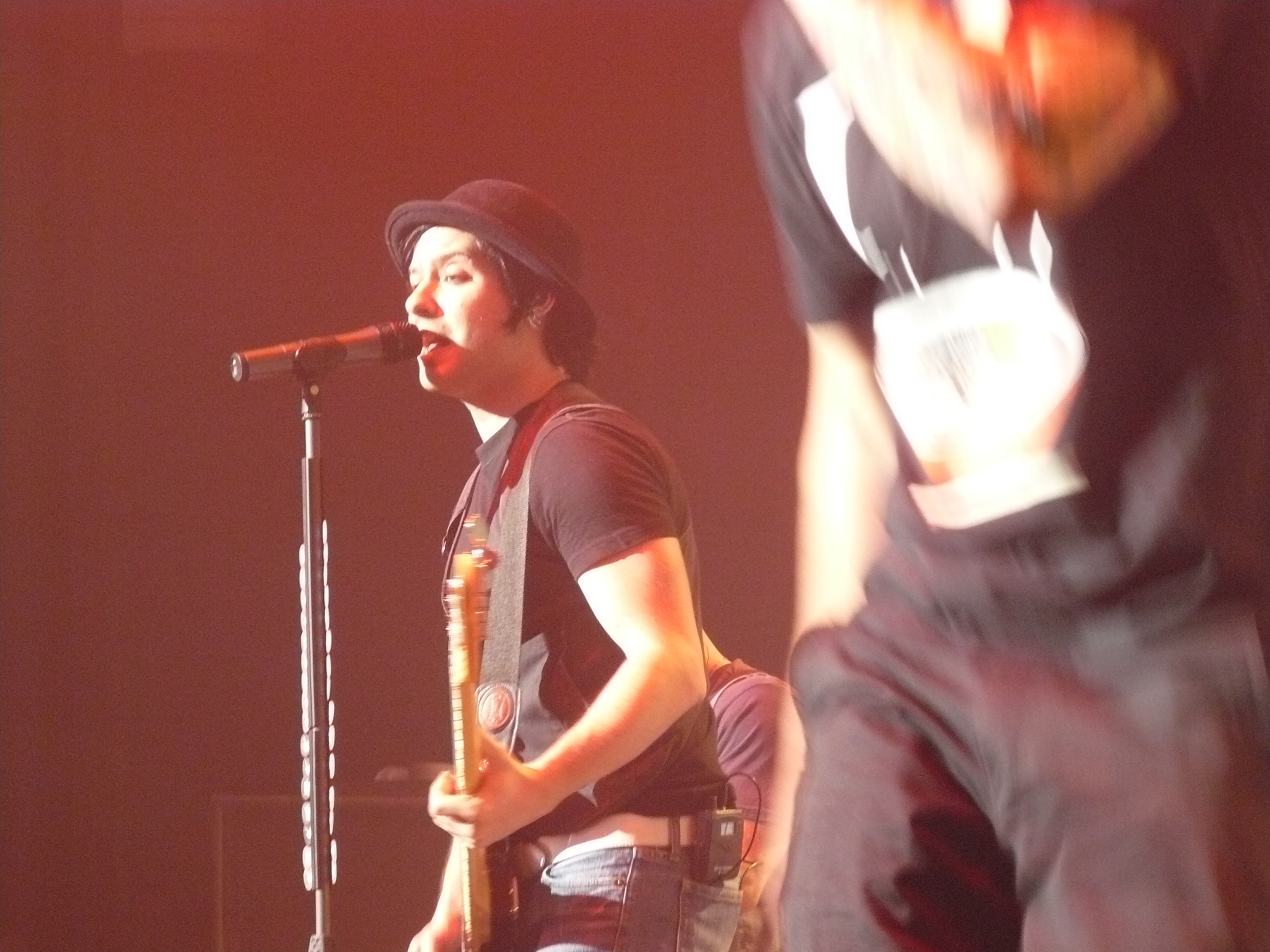
Il bassista David Desrosiers

Dal 2009 i Simple Plan si concentrano sulla stesura del loro quarto album di inediti, prodotto questa volta da Brian Howes.
Durante il processo di registrazione del disco la band ha collaborato con diversi cantanti, quali Rivers Cuomo, K'naan, Alex Gaskarth, Natasha Bedingfield e Marie-Mai.
In occasione delle Olimpiadi invernali 2010, il gruppo suona Your Love Is a Lie.
Tempo dopo la band presenta una nuova canzone chiamata You Suck at Love al Bamboozle Roadshow 2010, poi suonata anche all'I-Days Festival a Bologna il 4 settembre.
Anticipato dai singoli Can't Keep My Hands off You e Jet Lag, pubblicati tra marzo e aprile 2011, il nuovo album Get Your Heart On! viene pubblicato il 21 giugno 2011. Il singolo Jet Lag è stato registrato in due versioni (una francese, con Marie Mai, e un'altra in inglese, con Natasha Bedingfield), entrambe presenti nell'edizione "Deluxe" dell'album.
Il 19 settembre 2011 viene estratto il singolo Astronaut. Per il video musicale di questo brano, alcune riprese vengono fatte nel deserto della California. Il 20 settembre la band si esibisce a Montréal in uno speciale concerto di beneficenza con l'Orchestre symphonique de Montréal (OSM), suonando le sue canzoni più famose accompagnata dai riarrangiamenti del maestro d'orchestra Simon Leclerc.

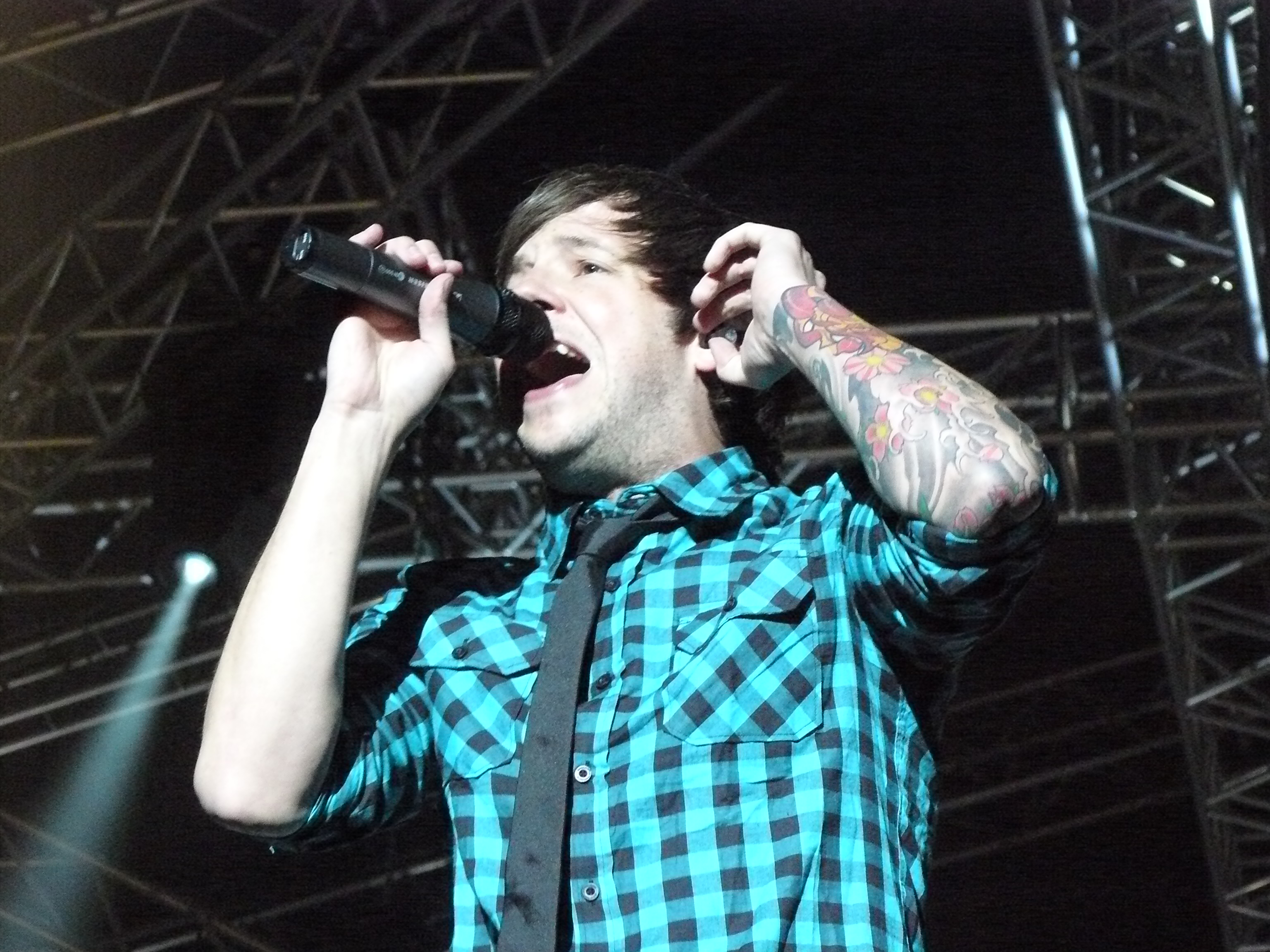
Il cantante Pierre Bouvier

Il 13 dicembre viene pubblicato esclusivamente in Australia il singolo Summer Paradise, accompagnato da un video che mostra scene dal loro tour australiano appena concluso. La band annuncia però che il singolo verrà presto pubblicato anche negli altri Paesi con un nuovo video musicale.
Il 28 gennaio 2012 la band riceve il premio Best Francophone Band/Duo ai NRJ Music Award 2012 insieme a Marie-Mai per la versione francese di Jet Lag, mentre il 24 febbraio ricevono agli Juno Awards 2012 il premio Allan Waters Humanitarian Award per il lavoro svolto con la Simple Plan Foundation (l'associazione no-profit creata nel 2005 dalla band) e il supporto dato alle organizzazioni di beneficenza canadesi, diventando i più giovani vincitori di tale premio.
Il 17 febbraio viene annunciata la pubblicazione mondiale di Summer Paradise in una nuova versione che vede la partecipazione del cantante giamaicano Sean Paul, accompagnata il 31 marzo dal relativo video musicale, che in poco meno di due settimane riceve oltre un milione di visualizzazioni su YouTube. Il singolo riscuote un enorme successo in tutto il mondo e arriva alla nona posizione della classifica canadese e riapparendo in numerose classifiche da cui mancava da tempo.
Il 23 maggio viene annunciata la pubblicazione per il novembre successivo di uno speciale libro contenente biografia, pensieri e foto dei membri della band per festeggiare il decimo anniversario dell'uscita del loro primo album No Pads, No Helmets... Just Balls, e che sarà disponibile sia in francese che in inglese. Il titolo dell'opera,  pubblicata l'8 novembre in francese e alla fine dello stesso mese in inglese, viene rivelato nell'ottobre successivo: Simple Plan - The Official Story, il cui ricavato viene devoluto a una raccolta fondi a favore della Simple Plan Foundation. Verso la fine di giugno, inoltre, David e Jeff annunciano durante un'intervista all'emittente radiofonica australiana Gold Coast che da luglio la band tornerà in studio per registrare un nuovo EP, che si rivelerà essere Summer Paradise EP, contenente tre versioni differenti di Summer Paradise, una nuova versione di Astronaut e la versione acustica di Loser of the Year, già contenuta nell'edizione speciale di Get Your Heart On!. L'EP è stato pubblicato esclusivamente nel Regno Unito il 19 agosto 2012.
In occasione del Canadian Music Week Festival 2012 la band viene insignita di un altro premio per il suo lavoro umanitario con la Simple Plan Foundation, l'Allan Slaight Humanitarian Award. Chuck Comeau ha espresso parole di gratitudine verso i fan dopo la notizia, promettendo che la band continuerà il suo lavoro con la Foundation per il resto della loro carriera.
Nel gennaio 2013, ai Radio Canada/La Presse Awards, i Simple Plan ricevono il premio "Personality of the Year" (il più prestigioso dell'evento), non solo per la loro musica ma anche per il loro impegno in campo umanitario. Il 1º agosto viene annunciato che i Simple Plan saranno tra le 26 band che parteciperanno all'album The Songs of Tony Sly: A Tribute, una raccolta di cover pubblicata dalla Fat Wreck Chords in memoria del cantante Tony Sly, scomparso l'anno precedente. Il brano reinterpretato dalla band è stato Justified Black Eye.
Il 15 novembre 2013 i Simple Plan annunciano la pubblicazione dell'EP Get Your Heart On - The Second Coming!, contenente 7 brani inediti scritti dalla band durante le sessioni di registrazione di Get Your Heart On!. Nella stessa occasione annunciano anche che entro breve inizieranno a lavorare al loro quinto album in studio. L'EP viene pubblicato il 29 novembre in Australia e il 3 dicembre nel resto del mondo. Il 25 dicembre viene inoltre pubblicato su YouTube Live in Australia, un intero concerto della band tenutosi a Melbourne nel luglio 2012.

### Taking One for the Team(2014-2016)
Il 30 luglio 2014 viene annunciato con un video su YouTube che, dopo essersi lanciati in una lunga serie di tour per tutta la prima metà dell'anno, i Simple Plan hanno finalmente iniziato le registrazioni del loro quinto album di inediti. Nell'aprile 2015 viene annunciato che la band parteciperà per la decima volta in carriera al Warped Tour, mentre nel giugno 2015 esce un nuovo singolo inedito, Saturday.
Il 28 agosto esce su YouTube il video di un altro singolo, Boom!, che vede i cameo di vari artisti della scena pop punk e alternative rock statunitensi, mentre il 18 settembre è la volta di I Don't Wanna Be Sad. Il 15 ottobre 2015 viene pubblicato un altro singolo, questa volta in collaborazione con un altro artista (il rapper statunitense Nelly), I Don't Wanna Go to Bed, accompagnato da un video musicale ispirato a Baywatch. Questi ultimi tre brani sono estratti da Taking One for the Team, il quinto album in studio del gruppo che viene pubblicato il 19 febbraio 2016. A questi si aggiunge anche il singolo Opinion Overload, pubblicato due settimane prima dell'uscita del disco, e Singing in the Rain, uscito nel marzo 2016.

### L'anniversario dell'album di debutto e l'abbandono di David Desrosiers (2017-2020)
Nel maggio 2017 il gruppo annuncia che per le restanti date del loro lungo tour internazionale in celebrazione dei 15 anni dall'uscita del loro album di debutto No Pads, No Helmets... Just Balls il bassista David Desrosiers non suonerà con loro a causa di alcuni episodi di depressione che da tempo affliggono l'artista, e che questi si prenderà una pausa temporanea dal mondo della musica. David torna successivamente a suonare con il gruppo solo a partire da giugno 2019.
Nell'ottobre 2019, a distanza di tre anni dall'ultima pubblicazione inedita, viene pubblicato con gli State Champs il singolo Where I Belong, con la partecipazione dei We the Kings.
Il 10 luglio 2020 la band annuncia che David Desrosiers ha lasciato il gruppo a seguito di alcune accuse di molestie sessuali nei suoi confronti. La settimana successiva anche Chady Awad, il bassista durante i tour dal 2017 al 2019, viene accusato di molestie sessuali e la band taglia ogni contatto con lui.

### Harder Than It Looks(2021-presente)
Dopo due anni dall'ultimo singolo inedito, i Simple Plan pubblicano, il 5 novembre 2021, il singolo The Antidote.
Il 18 febbraio 2022 viene pubblicato il singolo Ruin My Life, in collaborazione con il cantante dei Sum 41 Deryck Whibley.
Il 15 marzo 2022 il gruppo annuncia la pubblicazione del sesto album in studio Harder Than It Looks per il 6 maggio; si tratta del primo album senza un'etichetta discografica. Il giorno successivo esce il singolo Congratulations. L'8 aprile esce il singolo Wake Me Up (When This Nightmare's Over). Il 13 ottobre 2023 viene pubblicata una versione di Iconic con la partecipazione della cantante statunitense Jax.

## Progetti paralleli e collaborazioni

### Simple Plan Foundation
La Simple Plan Foundation è un'associazione benefica no-profit fondata dai Simple Plan nel dicembre 2005. Nel 2012 è arrivata alla donazione complessiva ad altre aziende benefiche (principalmente dedite al sostentamento e all'educazione dei bambini del terzo mondo) di oltre un milione di dollari, raggiungendo nel 2014 il milione e mezzo. Nel 2017, anno in cui la fondazione comincia ad abbracciare anche la questione della lotta contro la malattia mentale e la depressione, raggiunge i due milioni di dollari donati.
Nei primi anni di attività benefica con la Foundation, oltre a rendersi partecipe di numerose donazioni la band ha tenuto anche alcuni concerti di beneficenza per i bambini poveri o malati; in particolare, in collaborazione con Sennheiser, i Simple Plan suonarono per i bambini deboli di udito in tutto il Canada e in alcuni stati europei grazie a uno speciale impianto cocleare.
Nel 2013, ai Radio Canada/La Presse Awards, i Simple Plan vengono premiati come Personalità dell'anno (la categoria più prestigiosa dell'evento) per il loro impegno in campo musicale e umanitario. Nel 2014 il gruppo raggiunge i 300.000 dollari donati in un solo anno, avendo collaborato con oltre 22 società umanitarie diverse, e rendendo il 2014 l'anno più proficuo in termini di donazioni della Foundation. Sempre nel 2014 i Simple Plan vengono premiati dalla YMCA con le Medaglie della Pace, onorificenza che "celebra individui o gruppi che nel corso della loro carriera, con le loro azioni, hanno aiutato a rendere la loro comunità, il nostro Paese o il nostro mondo un posto più pacifico".
Premi ricevuti
| Anno | Evento/Riconoscitori          | Riconoscimento                           |
| ---- | ----------------------------- | ---------------------------------------- |
| 2012 | Juno Awards                   | Allan Waters Humanitarian Award          |
| 2012 | Canadian Music Week Festival  | Allan Slaight Humanitarian Award         |
| 2012 | Yahoo! Canada Awards          | Canadian Impact                          |
| 2013 | Governo generale del Canada   | Queen Elizabeth II Diamond Jubilee Medal |
| 2013 | Radio Canada/La Presse Awards | Personality of the Year                  |
| 2014 | YMCA                          | Peace Medals                             |

### Collaborazioni cinematografiche e televisive

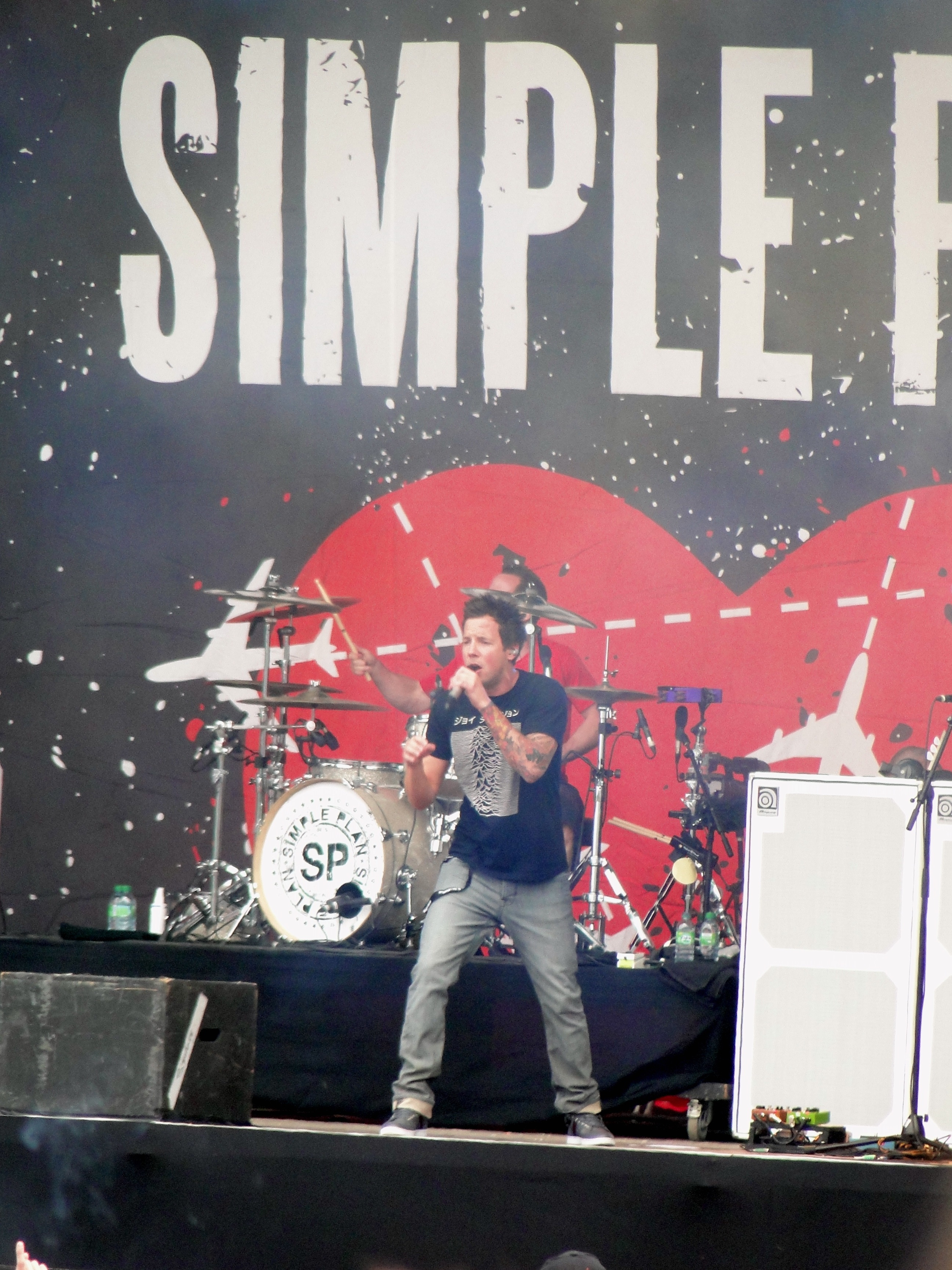
I Simple Plan a Parigi nel 2011

I Simple Plan hanno collaborato più di una volta alle colonne sonore di film o popolari serie televisive: tra le più famose ci sono Smallville, Desperate Housewives, Una scatenata dozzina, Scooby-Doo e Quel pazzo venerdì.
La loro collaborazione con gli autori di Scooby-Doo risale ai primi anni della loro carriera: hanno suonato la sigla originale della serie televisiva a cartoni e sono apparsi a loro volta nella puntata "Simple Plan and the Invisible Madman", dove si possono sentire parti delle loro canzoni The Worst Day Ever e You Don't Mean Anything. Inoltre, nella puntata "It's Mean, It's Green, It's the Mystery Machine" si può sentire I'd Do Anything.
Il brano Grow Up è stato utilizzato nel film del 2002 Scooby-Doo, comparendo anche nella colonna sonora ufficiale. Il brano Don't Wanna Think About You appare invece come theme-song nel sequel Scooby-Doo 2: Mostri scatenati. Inoltre nel film Quel pazzo venerdì si può sentire la canzone Happy Together. My Christmas List invece fa da colonna nel film Mi sono perso il Natale, mentre Jump è stata utilizzata nel film italiano Ultimi della classe. Generation è stata utilizzata in un episodio della serie TV National Museum - Scuola di avventura.
Infine, i Simple Plan interpretano loro stessi nel film Una pazza giornata a New York, del 2004.
Alcuni componenti della band hanno al loro attivo anche alcune apparizioni in trasmissioni radiofoniche o televisive: Bouvier, ad esempio, ha fatto da presentatore in una serie TV mandata in onda su MTV nel 2005, chiamata Damage Control, mentre dal 2006 Lefevbre ha condotto Man of the Hour su idobi Radio.

## Stile e influenze
La musica dei Simple Plan, che in genere mescola l'energia del punk rock all'orecchiabilità del pop, è stata definita dai principali media musicali come appartenente al genere pop punk. 
Il loro stile è stato descritto anche come emo, alternative rock, pop rock, punk rock, punk revival e power pop.
La Atlantic Records ha descritto lo stile della band come misto di "classica energia del punk e i suoni moderni del pop". Rolling Stone ha definito il loro primo album come "il nuovo punk", anche se giudica le tematiche delle canzoni troppo infantili. Dal terzo album la band si sposta su uno stile musicale e dei temi più maturi, e le influenze alternative rock sono più marcate che nei precedenti lavori. In Get Your Heart On! sono invece le componenti più vicine al pop a fare da padrone nell'album.
Secondo AllMusic la musica dei Simple Plan è influenzata da artisti quali Cheap Trick, Elvis Costello, Pennywise, Rancid, blink-182, The Mr. T Experience, Jawbreaker, The Cars, Everclear, MxPx e Weezer. I membri stessi della band citano come ispiratori, tra gli altri, gruppi come Rage Against the Machine, Jimmy Eat World, The Killers, Fall Out Boy e Green Day.

## Formazione

### Attuale
- Pierre Bouvier – voce (1999-presente), basso (1999-2000, 2020-presente)
- Jeff Stinco – chitarra solista (1999-presente)
- Sébastien Lefebvre – chitarra ritmica, cori (1999-presente)
- Chuck Comeau – batteria, percussioni, cori (1999-presente)

### Ex componenti
- David Desrosiers – basso, cori (2000-2020)

### Turnisti
- Chady Awad – basso (2017-2019)

## Discografia

### Album in studio
- 2002 – No Pads, No Helmets... Just Balls
- 2004 – Still Not Getting Any...
- 2008 – Simple Plan
- 2011 – Get Your Heart On!
- 2016 – Taking One for the Team
- 2022 – Harder Than It Looks

### Album dal vivo
- 2003 – Live in Japan 2002
- 2005 – MTV Hard Rock Live

### EP
- 2013 – Get Your Heart On - The Second Coming!

## Premi e riconoscimenti
ADISQ
- Artista del Québec con il maggior successo al di fuori del Québec (2006)
- Album dell'anno - Angolofono (2006)

Alternative Press Music Awards
- Nomination Premio alla filantropia (2015)

Canadian Radio Music Awards
- Nomination Canzone dell'anno per Summer Paradise (2013)

CASBY Awards
- Miglior video per I'm Just a Kid (2002)

Jim Beam Indies Awards
- Miglior artista rock dell'anno (2023)[95]

Juno Awards
- Allan Waters Humanitarian Award (2012)
- Nomination Band dell'anno (2009)
- Nomination Album dell'anno per Simple Plan (2009)
- Scelta dei fan (2006)
- Nomination Band dell'anno (2004)
- Nomination Album dell'anno per Still Not Getting Any... (2004)
- Nomination Album pop dell'anno per Still Not Getting Any... (2004)
- Nomination DVD musicale dell'anno per A Big Package for You (2003)
- Nomination Nuova band dell'anno (2002)

Kerrang! Awards
- Nomination Miglior singolo per Your Love Is a Lie (2008)

MTV Asia Awards
- Nomination Miglior gruppo pop (2006)

MTV Europe Music Awards
- Nomination Miglior tour mondiale (2014)

MTV Video Music Awards
- Nomination Miglior scelta dello spettatore per Perfect (2004)
- Nomination Miglior nuovo gruppo (2003)

MuchMusic Video Awards
- Nomination Video internazionale di un artista canadese dell'anno per Astronaut (2012)
- Nomination Video rock dell'anno per Can't Keep My Hands off You con Rivers Cuomo (2011)
- Scelta del pubblico: miglior gruppo canadese (2008)
- Nomination Miglior video rock per When I'm Gone (2008)
- Nomination Miglior video per When I'm Gone (2008)
- Scelta del pubblico: miglior gruppo canadese (2006)
- Nomination Miglior video rock per Crazy (2006)
- Scelta del pubblico: miglior gruppo canadese (2005)
- Nomination Miglior video pop per Untitled (2005)
- Scelta del pubblico: miglior gruppo canadese (2004)
- Scelta del pubblico: miglior gruppo canadese (2003)

NRJ Music Awards
- Gruppo/duo francofono dell'anno con Marie-Mai (2012)
- Nomination Miglior gruppo/duo internazionale dell'anno (2007)

Radio Canada/La Presse Awards
- Personalità dell'anno (2013)
- Nomination Premio all'arte e all'intrattenimento (2013)

Teen Choice Awards
- Nomination Gruppo rock (2008)
- Gruppo rock (2005)
- Nomination Canzone dell'estate per Untitled (2005)